# Blood and Wine
Pour le contenu téléchargeable homonyme pour le jeu vidéo The Witcher 3: Wild Hunt, voir The Witcher 3: Wild Hunt – Blood and Wine.
Pour plus de détails, voir Fiche technique et Distribution.
Blood and Wine est un film américain de Bob Rafelson sorti en 1996.

## Synopsis
Rien ne permettait de prévoir qu'Alex Gates, prospère négociant en vins à Miami, allait un jour cambrioler un de ses meilleurs clients… Un million de dollars dans un collier de diamants.
Avec l'aide intéressée de Gabriella et d'un vieux complice, Victor Spansky, Alex conduit de main de maître son cambriolage, il ne lui reste plus qu'à filer à New York avec la belle Gabriella, afin de fourguer le collier, mais Suzanna, sa femme, ne trouve rien d'autre pour le retenir que de l'assommer. Affolée, elle prend la fuite avec la valise où était caché le collier ! Victor et Alex se lancent à leur poursuite…

## Fiche technique
- Réalisation : Bob Rafelson
- Scénaristes : Nick Villiers, Bob Rafelson
- Musique : Michal Lorenc
- Genre : Thriller
- Date de sortie: 9 avril 1997 en France
- Durée : 101 minutes

## Distribution
- Jack Nicholson  (VF :  Jean-Pierre Moulin)  : Alex Gates
- Stephen Dorff  (VF : Jean-Pierre Michael)  : Jason
- Jennifer Lopez : Gabriela ’Gabby’
- Judy Davis : Suzanne
- Michael Caine  (VF : Gabriel Cattand)  : Victor 'Vic' Spansky
- Harold Perrineau : Henry
- Robyn Peterson  (VF : Marie Vincent)  : Dina Reese
- Mike Starr : Mike
- John Seitz : Mr. Frank Reese
- Marc Macaulay (en) : Le garde de la propriété
- Dan Daily  (VF : Jean-Claude Sachot)  : Todd
- Marta Velasco : Le cousin de Gabriela
- Thom Christopher : Le bijoutier #1
- Mario Ernesto Sánchez : Artie, Fishing Ace
- John Hackett : Le pompiste